# Charles Stoffel
Pour les articles homonymes, voir Stoffel.
Karl « Charles » Stoffel (né le 5 avril 1893 à Saint-Gall, mort le 30 juillet 1970 à Berg (Saint-Gall)) est un sportif suisse (bobsleigh et équitation).
Après une carrière militaire, il travaille dans l'industrie.

## Carrière

### Bobsleigh
Avec Alois Faigle, Anton Guldener et Edmund LaRoche, Charles Stoffel, venant d'Arosa, conduit le bob Kismet aux Jeux Olympiques en 1924 à Chamonix pour la Suisse 2 qui est considérée comme favorite. Mais le dégel fait chuter le bobsleigh dès la première manche, c'est l'abandon à cause de la blessure de Guldener,. Aux deuxièmes Jeux Olympiques d'hiver de 1928 à Saint-Moritz, la Suisse I avec H. Höhnes, L. Loch, E. Coppetti et René Fonjallaz prend la huitième place.

### Équitation
Lors des Jeux olympiques d'été de 1924 à Paris, Charles Stoffel et son cheval Kreuzritter font partie de l'équipe suisse de concours complet qui prend la quatrième place ; dans la compétition individuelle, il termine quinzième. Aux Jeux olympiques d'été de 1928 à Amsterdam, lui et son cheval Attila terminent à la vingtième place dans la compétition individuelle ; l'équipe suisse abandonne.

## Famille
Son fils Alexander Stoffel (en), cavalier lui aussi, participera en 1952 et 1956.